# Zona crepusculară (serial din 1959)
„Există o a cincea dimensiune, dincolo de ceea ce este cunoscut pentru om. O dimensiune la fel de vastă ca spațiul și atemporală ca infinitul. Aceasta este calea de mijloc între lumină și umbră, între știință și superstiție. Ea transcende toate temerile noastre și se află într-un vid al cunoașterii. Aceasta este dimensiunea imaginației: este o zonă numită Zona Crepusculară!”—Începutul episodului 1
Zona crepusculară (titlu original The Twilight Zone) este un serial de televiziune american din 1959 creat în genurile științifico-fantastic, groază, fantezie, dramă, thriller psihologic. Serialul este prezentat și creat de Rod Serling. Acest serial reprezintă seria originală Zona crepusculară, fiind continuat de alte trei seriale și un film artistic. A avut 156 de episoade împărțite în 5 sezoane de-a lungul perioadei 1959 - 1964.